# Refugio Barragán de Toscano
María Refugio Barragán de Toscano (Tonila, Jalisco, 27 de febrero de 1843 - Ciudad de México, 22 de octubre de 1916) fue una maestra, escritora y dramaturga mexicana.

## Biografía
Hija de María Francisca Carillo Aguilar y Antonio Barragán Sánchez. Debido a la temprana muerte de sus dos hermanos se convirtió en hija única. En busca de mejores oportunidades económicas, la familia se trasladó a diversos pueblos: Jilotlán de los Dolores, Los Reyes, Tamazula, Sayula, Autlán y Zapotlán el Grande (hoy Ciudad Guzmán). Su padre fue comerciante y esporádicamente escribiente.
Refugio terminó su instrucción primaria a los catorce años, asistiendo a escuelas públicas en los pueblos a donde sus padres se mudaban. Fue en Colima, bajo la tutela de la docente Rafaela Suárez, donde ingresó a la Escuela Normal de Profesoras, en 1863. La joven entró en la escuela para cursar estudios normales y asistió  a clases de pedagogía, cálculo, gramática castellana, cosmografía, historia, urbanidad, religión, moralidad y otras ramas relevantes de la enseñanza. 
En 1867 Refugio y sus padres dejaron Colima para trasladarse a Zapotlán el Grande donde trabajó como maestra en una escuela para niñas. En esta misma ciudad, estableció y dirigió una escuela de enseñanza infantil particular. 
Poeta desde su adolescencia, publicó sus primeros trabajos entre 1870 y 1880 en el periódico La Aurora de Colima. En 1869 se casó con el profesor Esteban Toscano Arreola. Ambos se mudaron a Guadalajara en donde ejercieron su profesión, él impartió clases en el Colegio Inglés y ella en la Sociedad Lancastariana.
La pareja tuvo cuatro niños pero solo sobrevivieron Ricardo, geógrafo y astrónomo, y Salvador, pionero del cine en México. En 1873 su obra de teatro, Diadema de perlas, o Los bastardos de Alfonso XI, se presentó en el Teatro Apolo de Guadalajara.
En 1879, luego de diez años de matrimonio, murió su esposo, por lo que ella regresa a Zapotlán el Grande con sus hijos y decide seguir utilizando el apellido de casada. Refugio tuvo que cuidar a sus dos hijos, fue la escritura lo que la mantuvo ocupada y económicamente a salvo, ante la responsabilidad de la manutención de sus pequeños y la de sus padres. En esta ciudad Barragán de Toscano se desempeñó en el magisterio y la literatura, así como en otras labores que le permitieran ganar más dinero para el sustento de su hogar; por ellos bordaba, tejía prendas de gancho, elaboraba canastitas de tela de raso y labraba objetos de madera. 
En los años que siguieron, la autora publicó una serie de obras en prosa y poemas de tono religioso y moralizante. Barragán también vivió en Guadalajara desde 1887, continuando su labor magisterial y literaria; fundó y dirigió, con la colaboración de su padre Antonio, una revista titulada La Palmera del Valle (febrero 1888 - noviembre 1889), impreso quincenal de carácter religioso, científico y literario. En este impreso publicó poemas de temas religiosos y familiares. Barragán también colaboró con varios periódicos y revistas de la época: La Aurora de Colima (1870-1880), El siglo diez y nueve (1870, 1872), El hijo del Trabajo (1882), El Católico (1887), la Juventud Ilustrada (1894, 1905) y La Enseñanza Objetiva (1890).
En 1890 Barragán se trasladó a la Ciudad de México para impartir clases en la Escuela de Párvulos anexa a la Escuela Normal de Profesoras. Cuatro años más tarde publicó una colección de cuentos con el nombre de Luciérnagas: lecturas amenas para niños. Durante 1894 colaboró para la revista Juventud Ilustrada. A principios del siglo XX, Barragán incursionó en el campo de la cinematografía apoyando a su hijo Salvador en la administración de un cinema en Puebla llamado Cine Pathé. De esta manera, contribuyó para que su hijo Salvador Toscano Barragán fuese reconocido como precursor del cine mexicano. Murió el 22 de octubre de 1916.

## La hija del bandido o Los subterráneos del Nevado
La hija del bandido o Los subterráneos del Nevado fue la segunda novela de la escritora y maestra de profesión Refugio Barragán de Toscano. Es una novela romántica, de aventuras e intrigas. La hija sigue los esfuerzos de María para destrozar las maquinaciones criminales de su padre y, a través de acciones de valor, consideración y generosidad, lograr asegurarse una posición de aceptación en la sociedad estratificada del México colonial de finales del siglo XVIII.
En la narrativa se describe un México todavía bajo la colonia española, lleno de bandidos que merodeaban las zonas rurales atacando a las diligencias, secuestrando mujeres y robando a los indefensos. Vicente Colombo es un bandido típico, no obstante tiene una hija a quien ama y a la que necesita acomodar en el seno de la sociedad civil mexicana.
Como muchos novelistas nacionales de su época Barragán describe la gran belleza de la naturaleza mexicana: sus valles, montañas, flora y fauna. Pero la particularidad de esta novela de bandidos escrita por una mujer, es que la autora presenta una protagonista femenina, joven y activa, sujeto actuante de su propio destino, que supera y rechaza la mancha nefasta de su padre para vivir con dignidad, introduciendo una visión femenina, aunque acotada por el particular sesgo religioso de la autora.

## Obras
- La hija de Nazaret (1880)
- Celajes de occidente (1880)
- Libertinaje y virtud o El verdugo del hogar (1881)
- Una boda en Tuxpan (1881)
- Premio del bien y castigo del mal (1884)
- Cánticos y armonías sobre la Pasión (1883)
- La hija del bandido o Los subterráneos del Nevado (1887)
- Luciérnagas: lecturas amenas para niños (1905)
- El gato (cuento de Luciérnagas)
- La diadema de perlas o Los bastardos de Alfonso XI (1873)
- Niñas y mariposas (1894)
- Poesías (1921)
- Arpa infantil (1931)
- Las cuatro estaciones (1933)
- Diálogos, monólogos y comedías para niños (1933)